# Englandssjöarna (Brandstorps socken, Västergötland, 643561-139851)
Englandssjöarna är en sjö i Habo kommun i Västergötland och ingår i Motala ströms huvudavrinningsområde.